# Om du ville människa heta
Om du ville människa heta är folkmusikduon Hazelius Hedins (Esbjörn Hazelius och Johan Hedin) debutalbum, utgivet 6 april 2011. Skivan mottogs väl bland kritiker.

## Låtlista
1. "Jag haver ingen kärare" - 4:37 (Trad. arr. Hazelius Hedin)
2. "Fager som en ros" - 6:47 (Trad. arr. Hazelius Hedin)
3. "Adjö farväl" - 4:05 (Trad. arr. Hazelius Hedin)
4. "Getapolskan" - 2:29 (Esbjörn Hazelius arr. Hazelius Hedin)
5. "Jämmerpolskan" - 2:30 (Johan Hedin arr. Hazelius Hedin)
6. "Till himmelen" - 4:51 (Trad. arr. Hazelius Hedin)
7. "Abbekås"/"Möklinta" - 6:19 (Trad. arr. Hazelius Hedin)
8. "Vänner och fränder" - 7:14 (Trad. arr. Hazelius Hedin)
9. "Bonden och fan"/"Leffes polska" - 5:32 (Trad. arr. Hazelius Hedin/Berndt Kraft)
10. "Jungfrun och soldaten" - 3:47 (Trad. arr. Paul Brady, svensk text av Esbjörn Hazelius)
11. "Backapolskan" - 8:52 (Johan Hedin arr. Hazelius Hedin)

### Bonusspår påSpotify-versionen
1. "Årepolskan" - 4:16[2]

## Personal
- Esbjörn Hazelius - sång, cittra, gitarr, mandolin, producent, arrangemang
- Johan Hedin - körsång, nyckelharpa, mandolin, producent, arrangemang

## Mottagande
Om du ville människa heta mottogs väl när den kom ut och snittar på 3,9/5 på Kritiker.se, baserat på tio recensioner. Barometern Oskarshamns-Tidningen skrev "Johan Hedin spelar så mjukt och följsamt att det är en ren njutning att lyssna".
Dagens Nyheter gav betyget 4/5 och skrev "Det här är en duo så musikaliskt självklar att det nästan är svårt att sätta fingret på varför".
Helsingborgs Dagblad gav högsta betyg (5/5) och skrev "Arrangemangen, där Hazelius cittern och bådas spel på mandola utgör det enda ackompanjemanget, befinner sig i mittfåran av nutida svensk folkmusik. Här bjuds inga specialeffekter, bara enormt kunnande och lika mycket kärlek om och till den musik man framför".
Bland övriga recensioner återfinns Östgöta Correspondenten (4/5), Göteborgs-Posten (3/5), Kulturbloggen (3/5), Smålandsposten (3/5), Svenska Dagbladet (5/6), Sydsvenskan (4/5) och Värmlands Folkblad (4/5).

### Fotnoter
1. 1 2  ”Recensioner av Om du ville människa heta”. Kritiker.se. https://kritiker.se/skivor/hazelius-hedin/om-du-ville-manniska-heta/. Läst 6 april 2011.
2. ↑  [open.spotify.com/album/6gB6Rup2mCqIFhDl8ohJMQ ”Om du ville människa heta”]. Spotify. open.spotify.com/album/6gB6Rup2mCqIFhDl8ohJMQ. Läst 13 november 2012.
3. ↑  Andersson, Dennis (8 april 2011). ”Hazelius Hedin”. Barometern. http://www.barometern.se/noje_o_kultur/recensioner/skivor/hazelius-hedin%282632386%29.gm. Läst 3 september 2011.
4. ↑  Norling, Sara (6 april 2011). ”Hazelius Hedin - Om du ville människa heta”. Dagens Nyheter. http://www.dn.se/kultur-noje/skivrecensioner/hazelius-hedin-om-du-ville-manniska-heta.
5. ↑  Fischer, Fredrik (8 april 2011). ”Hazelius - Hedin - Om du ville människa heta”. Helsingborgs Dagblad. Arkiverad från originalet den 25 maj 2012. https://archive.is/20120525145001/http://hd.se/noje/skivor/2011/04/08/hazelius-hedin-om-du-ville-heta/?from=rss. Läst 3 september 2011.